# Theater De Leest

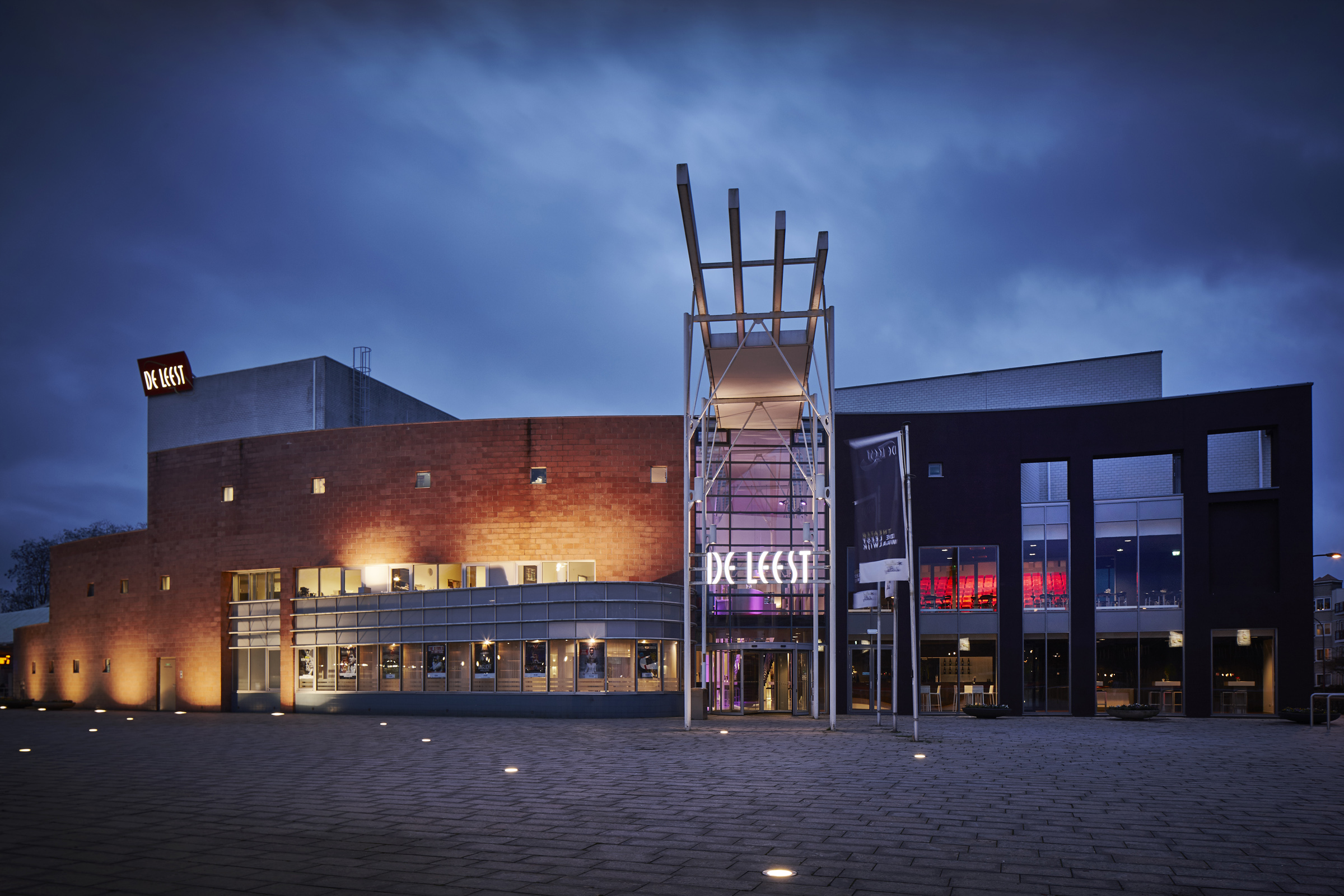
Theater De Leest in Waalwijk

Theater De Leest is een theater en filmhuis in Waalwijk, in het hart van De Langstraat.
Het gebouw is geopend op 26 november 1996 en heeft een grote theaterzaal met 521 stoelen en een kleine film- en theaterzaal met 200 stoelen. Jaarlijks brengt het theater 225 theatervoorstellingen en 250 bioscoopfilms en vinden er ruim 250 zakelijke en sociaal-culturele evenementen plaats.

## Geschiedenis
De vereniging „Musis Sacrum” (Latijn: Gewijd aan de Muzen) was al actief in 1876 en opgericht door Liedertafel „Oefening en Vermaak”. Men kwam bijeen in een lokaal achter café en logement „De Twee Kolommen”. Het Waalwijkse verenigingsleven speelde zich tot 1900 af in cafés en herbergen, gelegenheden die ongeschikt waren voor grotere optredens. De eerste die dat inzag was Vincent Johannes Gerris, eigenaar van hotel „De Twee Kolommen”. In 1878 verbouwde Gerris het lokaal tot een heuse concertzaal, en gaf deze zaal de naam van de eerder genoemde vereniging „Musis Sacrum”. De inwijding vond plaats op 1 december 1878. Vanaf 1907 vonden er filmvertoningen plaats in de zaal „Musis Sacrum”, met name door Antoon Wegkamp’s „Grand Cinematograph”. Helaas brandde „Musis Sacrum” in 1911 af. Antoon Gerris-Simons bouwde de muziekzaal van de grond af aan op. Op 15 oktober 1911 werd de nieuwe toneel-, concert- en filmzaal geopend. Van 1912‑1928 was hier de „Florabioscoop” gevestigd, met als eerste film „De scheepsramp der Titanic”. De Florabioscoop betrok haar films bij de Franse filmmaatschappij Pathé. Uiteraard waren dit stomme films. Zo’n zwijgende film werd muzikaal begeleid door pianospel of een orkest. Een zogeheten „explicateur” voorzag het geheel van commentaar. Zo’n man kon met zijn toelichting films maken en breken. De geluidsfilm werd pas in 1929 geïntroduceerd. Later werd het ook gebruikt als bioscoop. In 1982 sloot eigenaar Dick Boers de deuren, vanwege teruglopende bezoekersaantallen en concurrentie van het toenmalige Sociaal Cultureel Centrum „De Leest”, dat in 1972 was geopend.
In 1911 werd ook gebouw "Gildenbond" opgeleverd met een zaal die geschikt was voor optredens en concerten. Dit gebouw, in 1954 vernoemd tot "De Gecroonde Leerse", vervulde zijn rol tot 5 april 1987 toen het volledig afbrandde.
Op 26 november 1996 werd het nieuwe theater aan het Vredesplein geopend, gebouwd onder architectuur van Pietro Hammel.
In 2010 werden de foyer en de entree grondig verbouwd en werd een nieuw theatercafé geopend. Op 29 oktober 2015 werd de multifunctionele kleine zaal geopend met een telescopische tribune van 200 stoelen, waar met name ruimte zal worden geboden aan amateurs, films, talent en jeugd.